# Фінал Світового туру ATP 2013
ATP World Tour Finals 2013 — тенісний турнір, що проходив на кортах з твердим покриттям у Лондоні, Велика Британія з 4 листопада.

## Фінальна частина

### Одиночний розряд
Новак Джокович —  Рафаель Надаль 6–3, 6–4

### Парний розряд
Давід Марреро /  Фернандо Вердаско —  Боб Браян /  Майк Браян 7–5, 6–7(3–7), [10–7]